# Darrell Hill
Darrell Hill (né le 17 août 1993 à Darby) est un athlète américain, spécialiste du lancer du poids.

## Carrière
Le 1er juillet 2016, il termine 3e des sélections américaines avec un record personnel de 21,63 m. Son précédent record était de 21,16 m deux semaines auparavant à Chula Vista.
Le 31 août 2017, il bat son record personnel en lançant le poids à 22,44 m lors de la finale de la Ligue de diamant à Bruxelles.
Le 22 juin 2018, il remporte le titre national à Des Moines.
Le 10 août 2018, il remporte les championnats NACAC 2018 à Toronto avec 21,68 m, record des championnats.

## Palmarès
| Date | Compétition                    | Lieu             | Résultat | Marque  |
| ---- | ------------------------------ | ---------------- | -------- | ------- |
| 2014 | Championnats NACAC espoirs     | Kamloops         | 2e       | 18,85 m |
| 2015 | Jeux panaméricains             | Toronto          | 4e       | 20,10 m |
| 2015 | Championnats NACAC             | San José         | 2e       | 19,67 m |
| 2017 | Championnats du monde          | Londres          | 11e      | 20,79 m |
| 2017 | Ligue de diamant               | Ligue de diamant | 1er      | 22,44 m |
| 2018 | Championnats du monde en salle | Birmingham       | 6e       | 21,06 m |
| 2018 | Coupe du monde                 | Londres          | 2e       | 21,43 m |
| 2018 | Championnats NACAC             | Toronto          | 1er      | 21,68 m |
| 2018 | Ligue de diamant               | Ligue de diamant | 2e       | 22,40 m |
| 2019 | Championnats du monde          | Doha             | 5e       | 21,65 m |

## Records
| Épreuve         | Épreuve   | Marque  | Lieu       | Date         |
| --------------- | --------- | ------- | ---------- | ------------ |
| Lancer du poids | Plein air | 22,44 m | Bruxelles  | 31 août 2017 |
| Lancer du poids | En salle  | 21,06 m | Birmingham | 3 mars 2018  |